# 戴瑺
戴瑺（1413年—1440年代），字廷美，江西饒州府浮梁縣北隅人，明朝政治人物。

## 生平
戴瑺是宣德七年（1432年）壬子科浙江鄉試第二十二名舉人，八年（1433年）會試中副榜，入國子監讀書，正統元年（1436年）成丙辰科會試第九名，二甲第四名進士，獲授庶吉士，五年（1440年）擢為吏部主事，陞郎中，以學識聞名，詩文有古風，但他人也不敢以私事干預其工作，不久去世。

## 家族
曾祖戴璹。祖父戴安，封兵科給事中。父戴貞。慈侍下。弟琳、珉。娶葉氏。

## 引用
1. 1 2  道光《浮梁縣志·卷十三·人物》：戴瑺，字廷美，北隅人，正統丙辰進士，選翰林院庶吉士，詩文皆有古風，授吏部主事，陞郎中，人不敢干以私，尋卒。
2. ↑  《明宣宗章皇帝實錄·卷一百》：（宣德八年三月）壬申……副榜舉人當授教職者戴瑺、顧仲賢、韋觀、田盛、鄭暹、王澍、鮑經、劉善慶、宋公輔九人自陳年幼學淺，願入國子監進學，以待下科再試，從之。
3. ↑  道光《浮梁縣志·卷十一·選舉》：正統元年丙辰周旋榜（進士） 戴瑺 有傳……宣德七年壬子科（舉人）……戴瑺 浙江中，正統丙辰進士
4. ↑  《明英宗睿皇帝實錄·卷七十》：（正統五年八月乙未）擢進士戴瑺為吏部主事……
5. ↑  《古今圖書集成·明倫彙編·氏族典·卷四百七十四》：戴瑺 按《萬姓統譜》：瑺，弁從子，字廷美。登成化【正統】進士，選翰林庶吉士，授吏部主事，陞郎中。學識通融，綽有時譽。
6. ↑  《正統元年丙辰科進士登科錄》